# Achyronychia
Genre
Achyronychia est un genre de plante appartenant à la famille des Caryophyllacés

## Liste d'espèces
Selon ITIS :
- Achyronychia cooperi Torr. & Gray